# قصر ثقافة إنيرجتك
قصر ثقافة إنيرجتك هو قصر ثقافة مهجور يقع في مدينة بريبيات، أوكرانيا. كان القصر يضم قاعة سينما، مسرح، مكتبة وصالة للألعاب الرياضية، حوض سباحة، حلبة ملاكمة / مصارعة، صالات رقص واجتماعات وحتى ساحة رماية في الطابق السفلي.
بعد كارثة تشيرنوبيل في عام 1986، تم إخلاء غالبية سكان بريبيات وهُجرت المباني. حاليا قصر الثقافة في حالة مزرية.